# Apomastus kristenae
Apomastus kristenae is een spinnensoort uit de familie Cyrtaucheniidae. De soort komt voor in de Verenigde Staten.